# Vízesés
A vízesés a folyóvíz meredeken (körülbelül 90 °-os szögben) való hirtelen lejtése egy magasabb szintről. A folyómeder sajátságos alakulása (nagy szintkülönbségek) folytán áll elő; ha a mederben erős törés támad, akkor ott sellő képződik; ha a meder lépcsős, úgy bukás, vízesés, zuhatag áll elő, mely nevét aszerint nyeri, amint a lépcső kisebb vagy erősebb. Egy folyón akár vízeséssorozat is kialakulhat. 

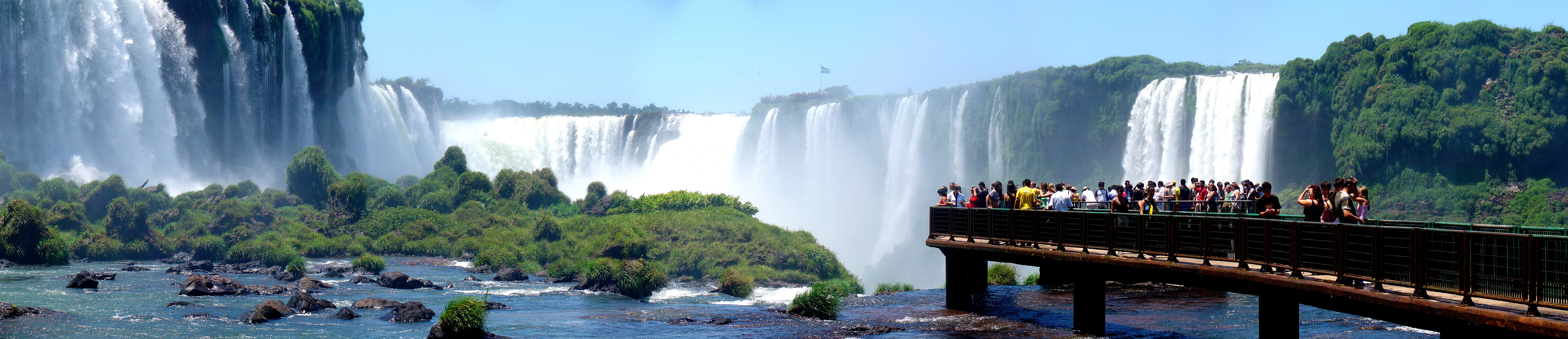
Iguazú-vízesés (Argentína)

## Kialakulása

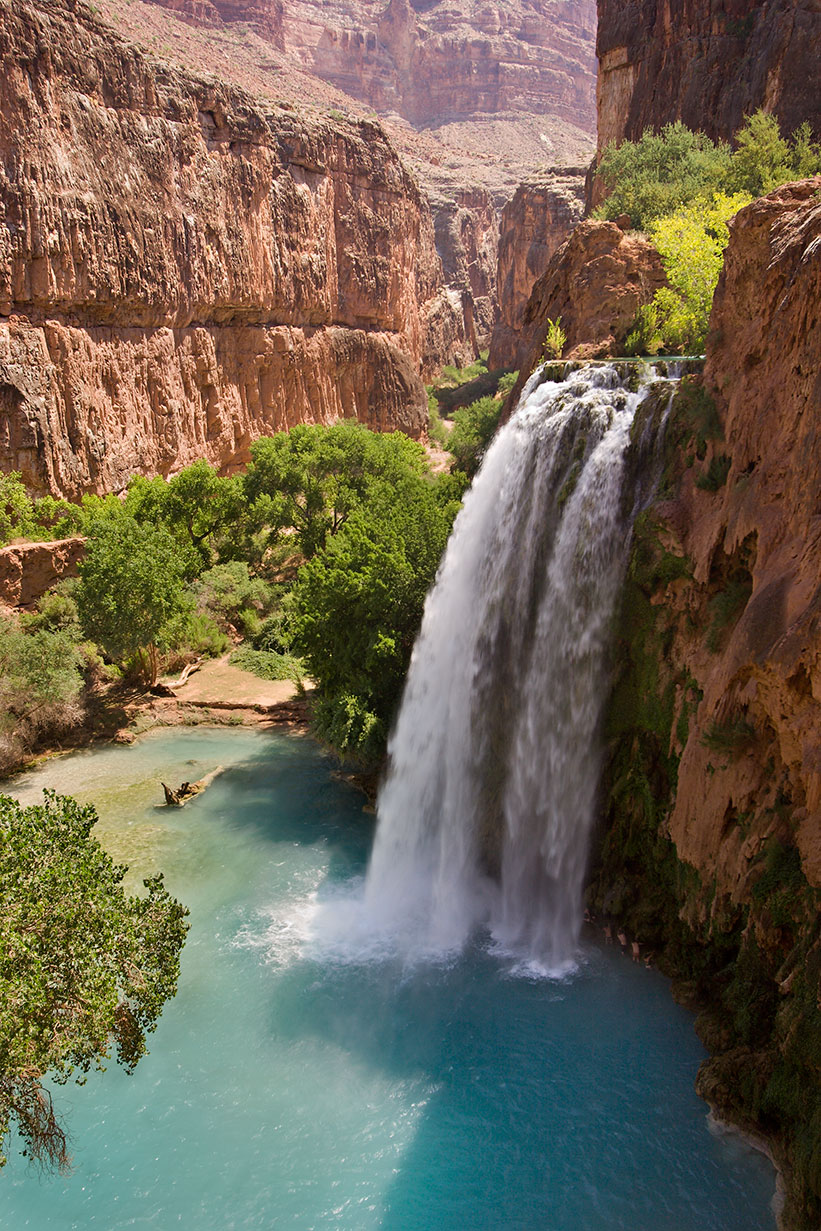
A Havasu-vízesés Supai környékén, Arizonában

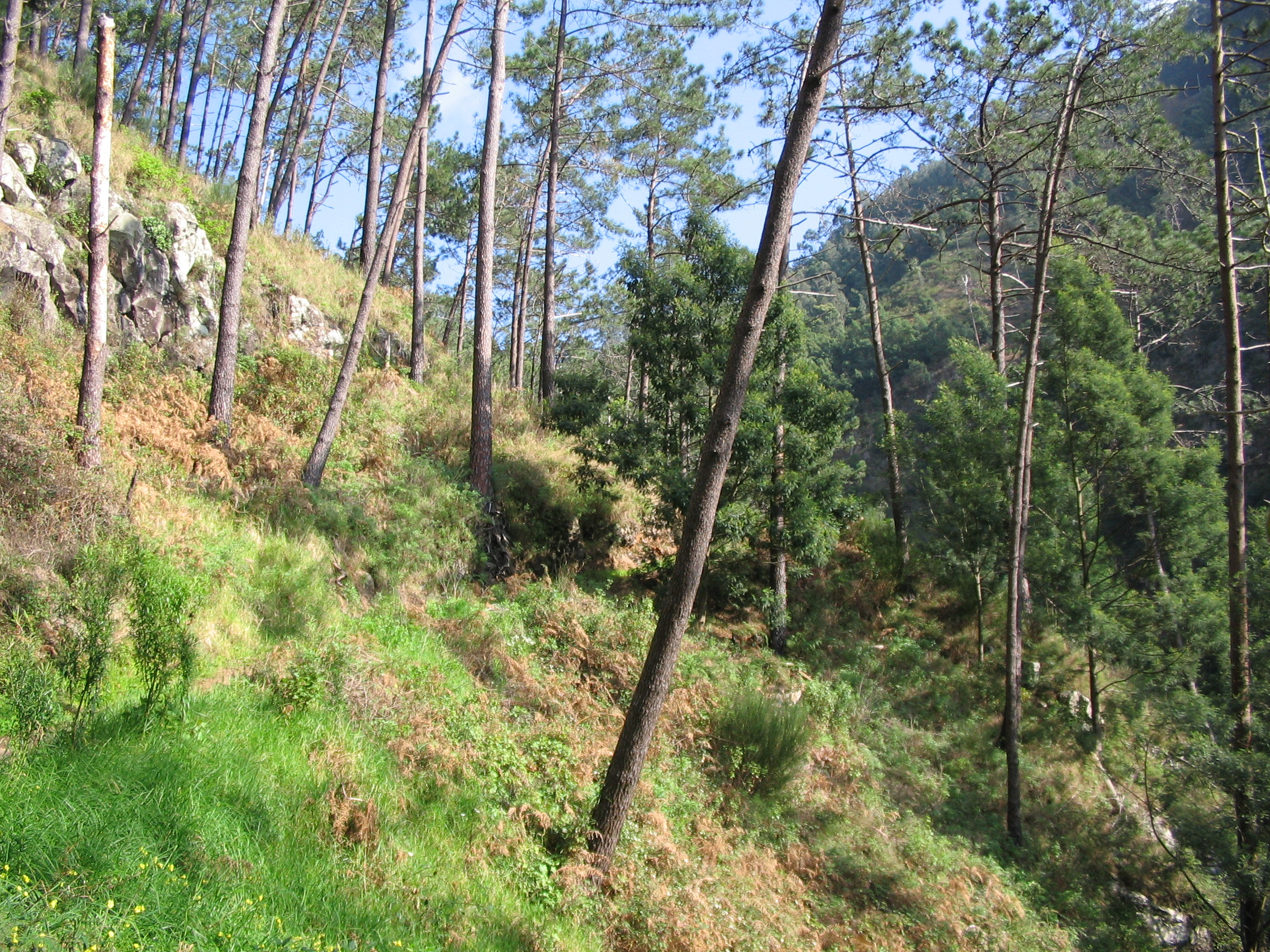
Madeira, Monte, Ribeira das Cales

Vízesés több módon is létrejöhet. Az egyik, hogy a folyó eleve lépcsőzetesen változó területen halad keresztül. Másik módja, hogy az erózió hatására alakul ki.

## Vízesések
A legmagasabb vízesés az Angel-vízesés, a két leghíresebbnek pedig talán a Niagara-vízesés és a Viktória-vízesés mondható.

## A Föld tíz legbővizűbb vízesése
|     | Név (helyi neve)     | Folyó         | Ország                                              | Vízhozam (m³/s) | Magasság (m) |
| --- | -------------------- | ------------- | --------------------------------------------------- | --------------- | ------------ |
| 1.  | Livingstone          | Kongó         | Kongói Demokratikus Köztársaság, Kongói Köztársaság | 35 110          | 40           |
| 2.  | Sete Quedas (Guaíra) | Paraná        | Brazília, Paraguay                                  | 13 310          | 65           |
| 3.  | Khone                | Mekong        | Kambodzsa, Laosz                                    | 11 610          | 21           |
| 4.  | Boyoma (Stanley)     | Kongó         | Kongói Köztársaság                                  | 6550            | 60           |
| 5.  | Niagara              | Niagara       | Kanada, USA                                         | 5936            | 59           |
| 6.  | Grande               | Uruguay       | Uruguay                                             | 3000            | 23           |
| 7.  | Paolo Afonso-i       | São Francisco | Brazília                                            | 2890            | 84           |
| 8.  | Urubupungá           | Paraná        | Brazília                                            | 2716            | 12           |
| 9.  | Iguazú (Iguaçu)      | Iguazú        | Argentína, Brazília                                 | 1725            | 72           |
| 10. | Marimbondo           | Rio Grande    | Brazília                                            | 1484            | 35           |

### Ismertebb magyar vízesések

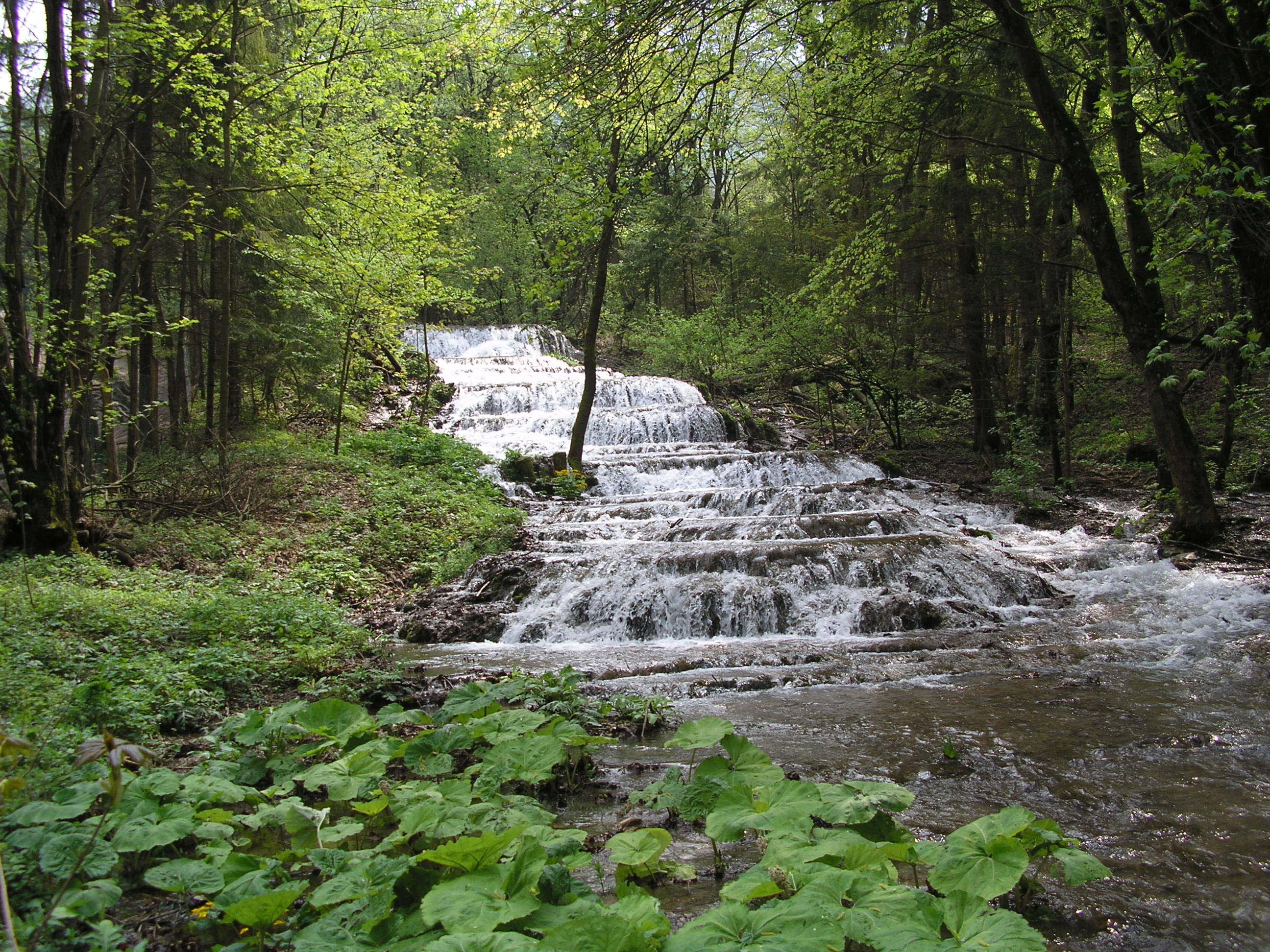
Fátyol-vízesés (Szalajka-völgy)

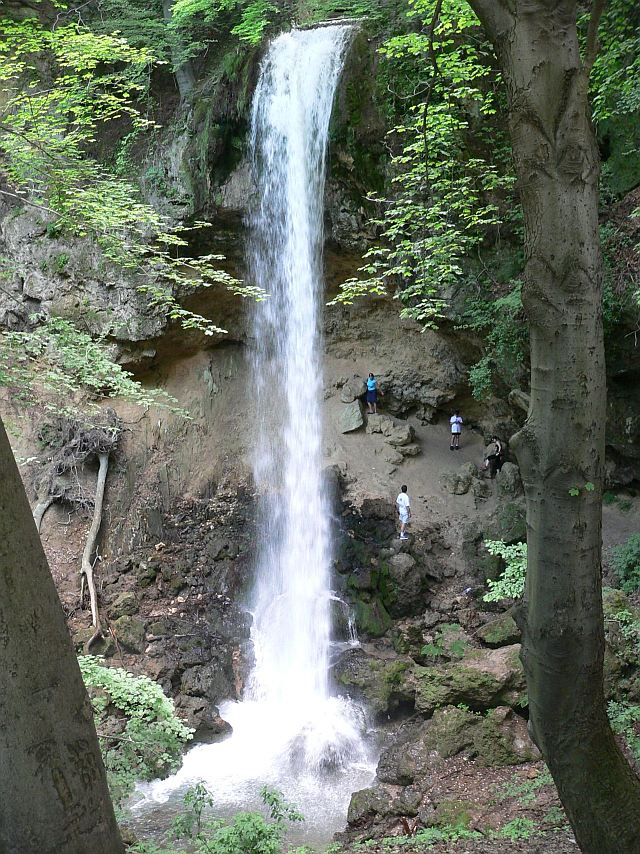
Lillafüredi-vízesés

- Ilona-völgyi-vízesés
- Fátyol-vízesés
- Ördögmalom-vízesés
- Lillafüredi-vízesés